# بي أم دابليو الفئة 3 (إي 30)
بي ام دابليو (إي 30) أو بالاجنليزية BMW E30، هي سيارة عائلية صغيرة صنعت بواسطة مصنع السيارات الألماني، بي ام دابليو، منذ 1982 إلى 1994.النماذج البدائية للسيارة صنعت على طراز السيدان، 2 باب، ولكن بعد ذلك تم إنتاج طرازات مختلفة منها الاستيشن واجن (تورنج)، سيدان 4 باب، والكابورلية (سيارة مكشوفة من الأعلى). بعد ذلك حلت الإي 36 محل السيارة في 1990, مع استمرار إنتاج الإي 30 صالون. استمر إنتاج الكابورلية حتى 1993 والاستيشن واجن حتى نهاية يونيو 1994.
كانت محركات السيارة على شكل خط رباعي أو سداسي مستقيم، على 4 أو 6 اسطوانات.
أنتجت الشركة الطراز الرياضي من السيارة تحت اسم (إم 3), ودعمت بمحرك (اس 14) به 4 اسطوانات، سريع وعالي الدورة، ينتج 235 حصان.

## التصميم
صممت السيارة بواسطة المصمم، كلاوز لوث، في 1978.

## تاريخ الإنتاج
خارجياً، المظهر يشبه سابقتها الإي 21, ومع ذلك هناك العديد من التغيرات في المظهر الخارجي للسيارة. معظم التغيرات كانت داخلية من تغير نظام التعليق، وتغير شكل المقصورة الداخلية للسيارة.

### تحديث صغير (1985)
تم تعديل صغير في مظهر الدواخل والخوارج. طرح محرك 325i ليحل محل ال323i في وقتها، وقدم لأول مرة محرك ال324d ديزيل.

### تحديث كبير (1987)
في فرانك فورت ب عام 1987, قدمت بي ام دابليو تحديثاً كبيراً للسيارة، غالباً يسمى ب (السلسلة الثانية)، حيث ظهر به طراز الاستيشن واجن، وصنع محرك ال ام 40 ليحل محل محرك ال ام 10.
و بعض التحديثات الخارجية مثل ممتص للصدمات امامي مختلف، عواكس للإضاءة في فوانيس السيارة، إعادة تصميم مصابيح السيارة الخلفية من جديد، إضافة اطار خلفي لنمر السيارة، بينما حذفت اطارات الكروم من حول زجاج السيارة.
تحسين حماية السيارة ضد الصدأ.

## معرض الصور

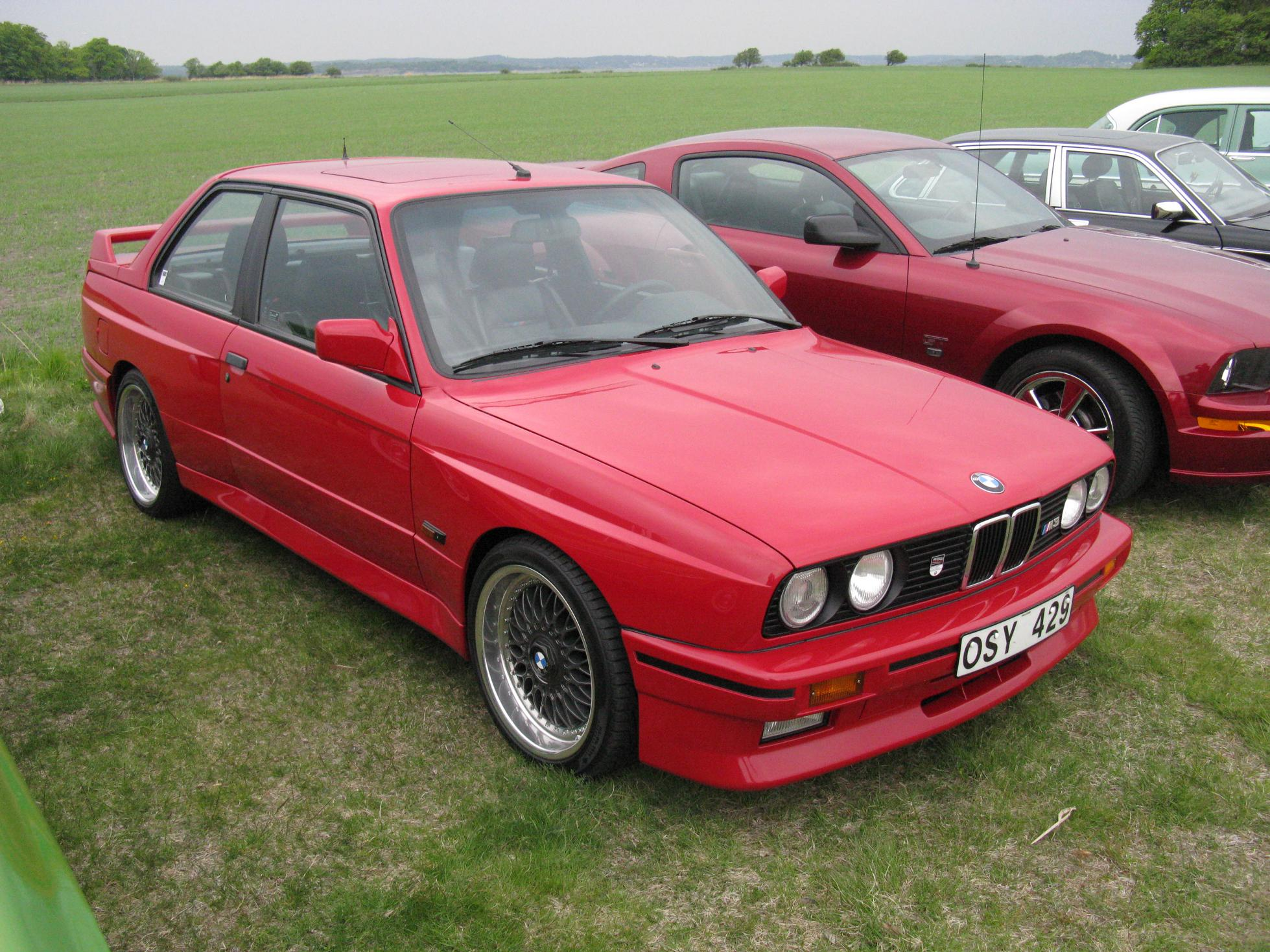
الطراز الرياضي، إم 3
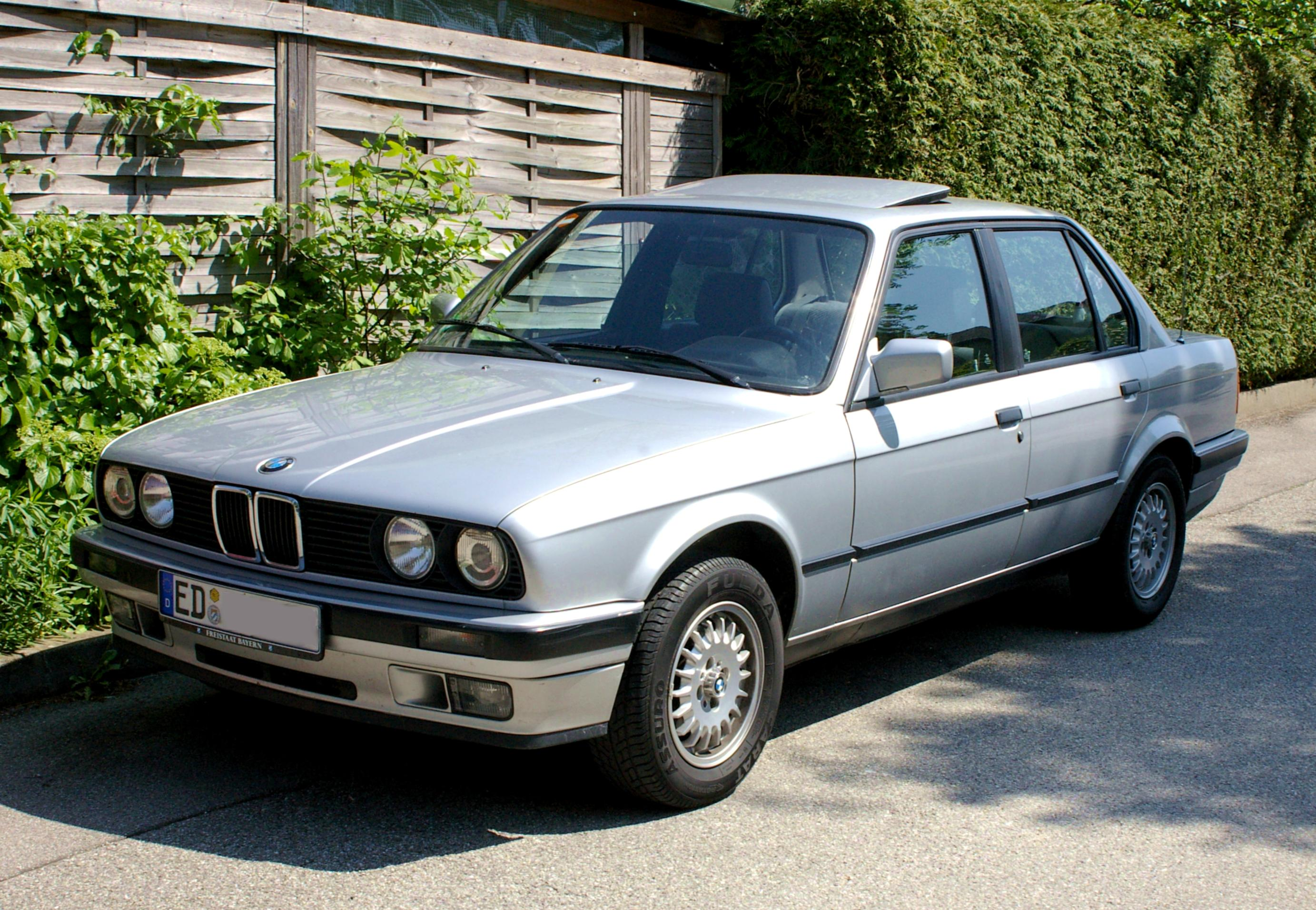
سيدان 4 باب، التحديث الثاني.
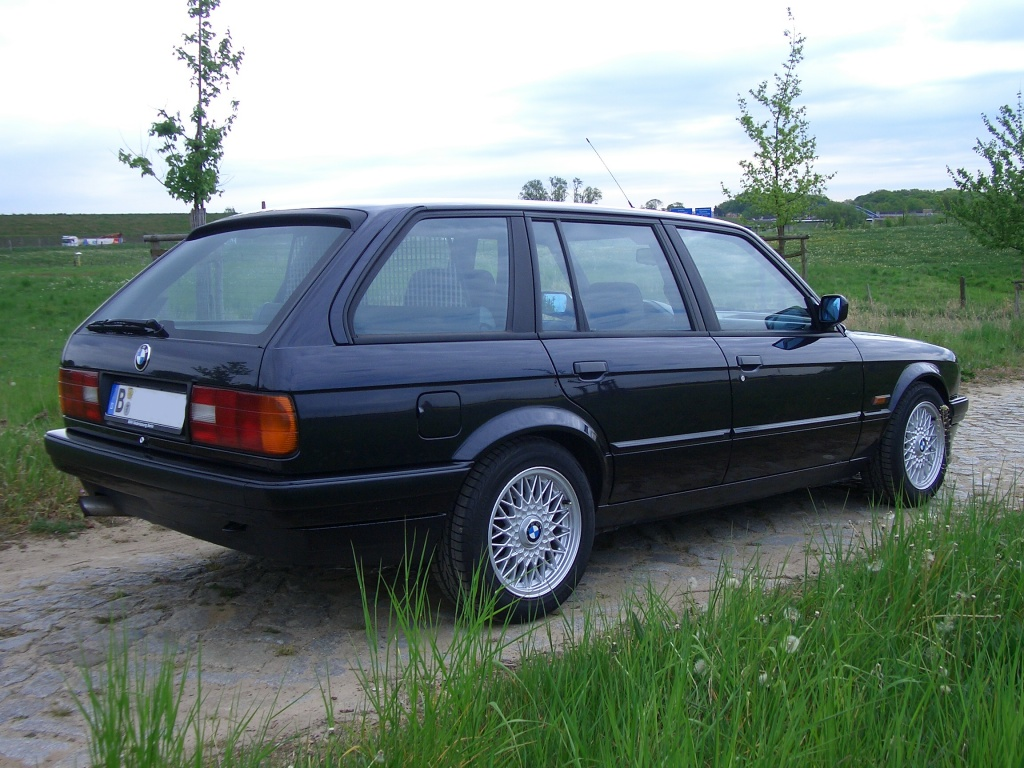
استيشن واجن 5 باب
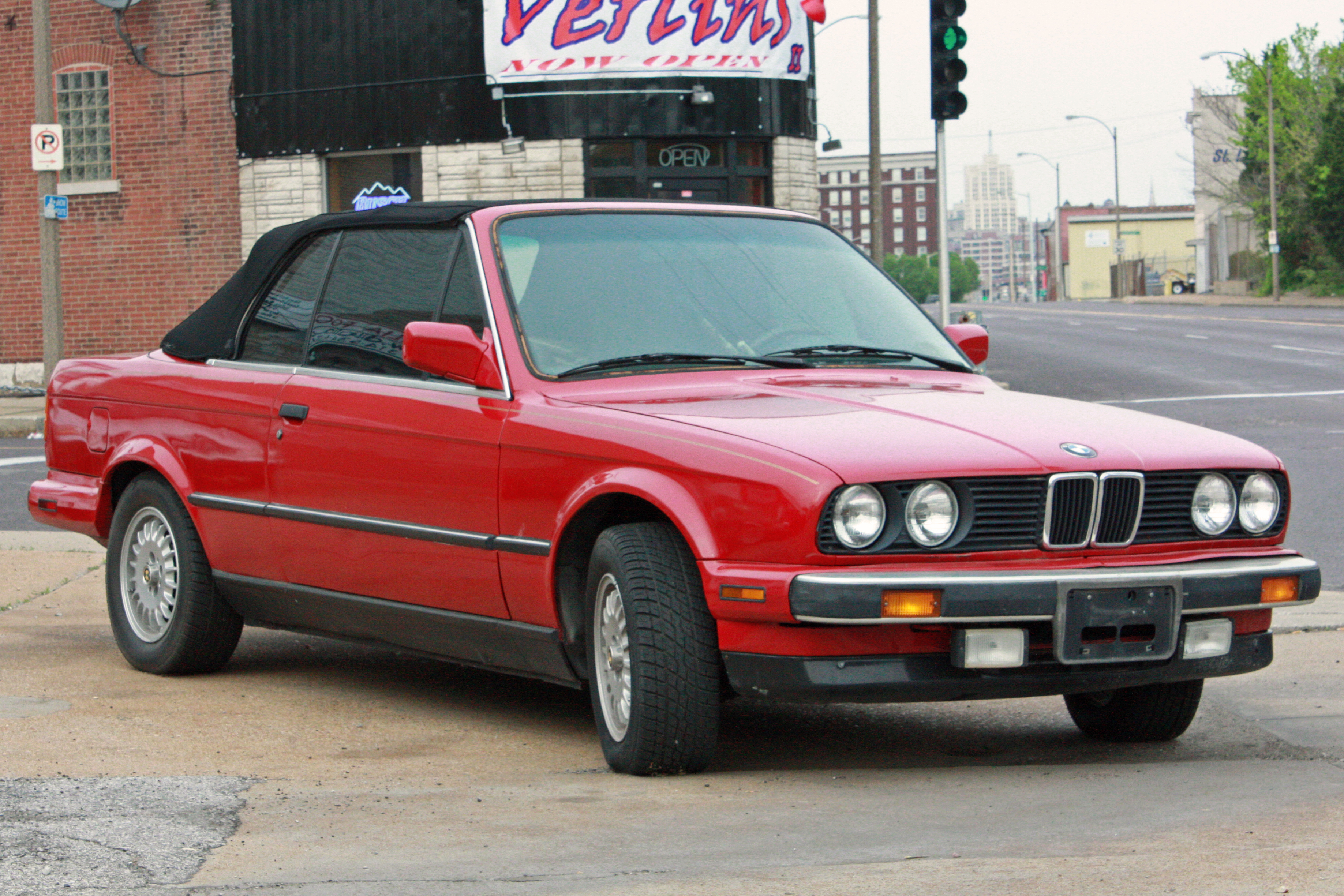
كابورلية, 2 باب
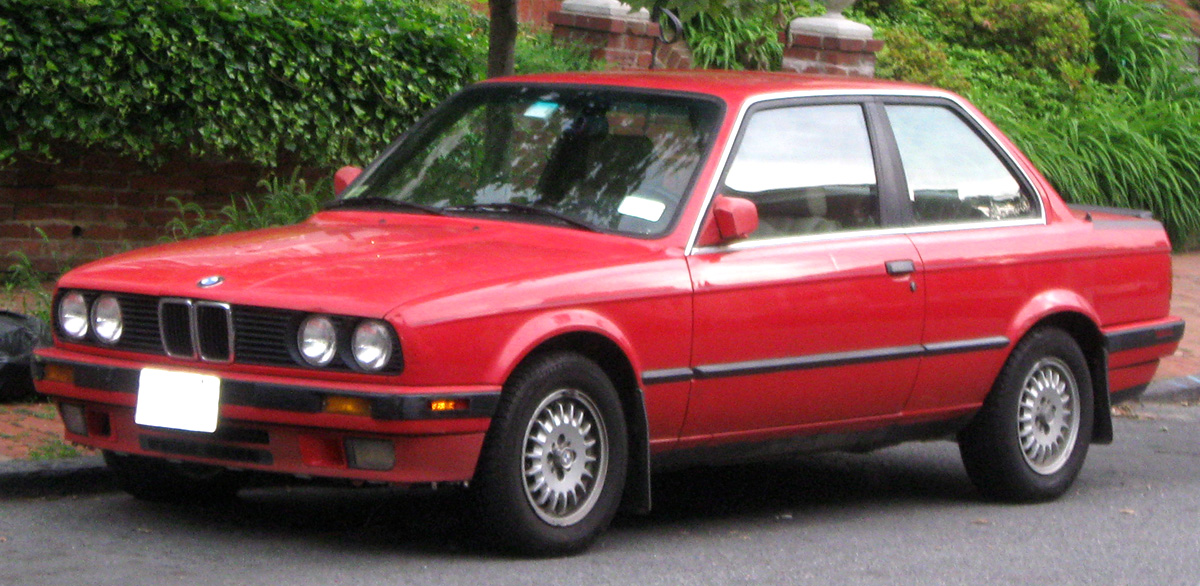
سيدان 2 باب